# Боровское сельское поселение (Карелия)
Боровско́е сельское поселение — муниципальное образование в составе Калевальского национального района Республики Карелия Российской Федерации.
Административный центр и единственный населённый пункт — посёлок Боровой.

## Население
| 2009  | 2010  | 2012  | 2013  | 2014  | 2015  | 2016  |
| ----- | ----- | ----- | ----- | ----- | ----- | ----- |
| 2282  | ↘1930 | ↘1841 | ↘1771 | ↘1691 | ↘1638 | ↘1589 |
| 2017  | 2018  | 2019  | 2020  | 2021  | 2023  |       |
| ↘1523 | ↘1475 | ↘1419 | ↘1392 | ↘1340 | ↘1312 |       |